# 南天宮 (雷州)
南天宫，位于中国广东省湛江市雷州市调风镇调风圩，为湛江市雷州市的一个市级文物保护单位，类型为古建筑，公布时间为2002年10月10日。
南天宫的历史年代为明代。